# Elisabetta Amalia d'Asburgo-Lorena
Elisabetta Amalia d'Asburgo-Lorena (nome completo in tedesco Elisabeth Amalie Eugenia Maria Theresia Karoline Luise Josepha; Reichenau an der Rax, 7 luglio 1878 – Vaduz, 13 marzo 1960) è stata un'arciduchessa austriaca.
Fu la madre del principe Francesco Giuseppe II del Liechtenstein.

## Biografia

### Nascita

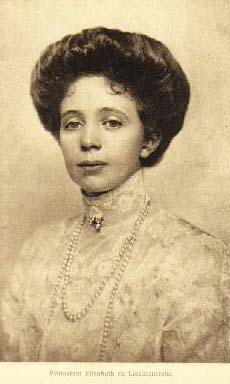
Elisabetta Amalia del Liechtenstein in uno scatto di Hermann Clemens Kosel del 1910

L'arciduchessa Elisabetta Amalia nacque a Reichenau an der Rax il 7 luglio 1878, come l'ultima dei sei figli dell'arciduca Carlo Ludovico e come secondogenita della sua terza moglie, Maria Teresa di Braganza.
Al suo battesimo ebbe come madrina l'imperatrice Elisabetta, sua zia acquisita.

### Matrimonio

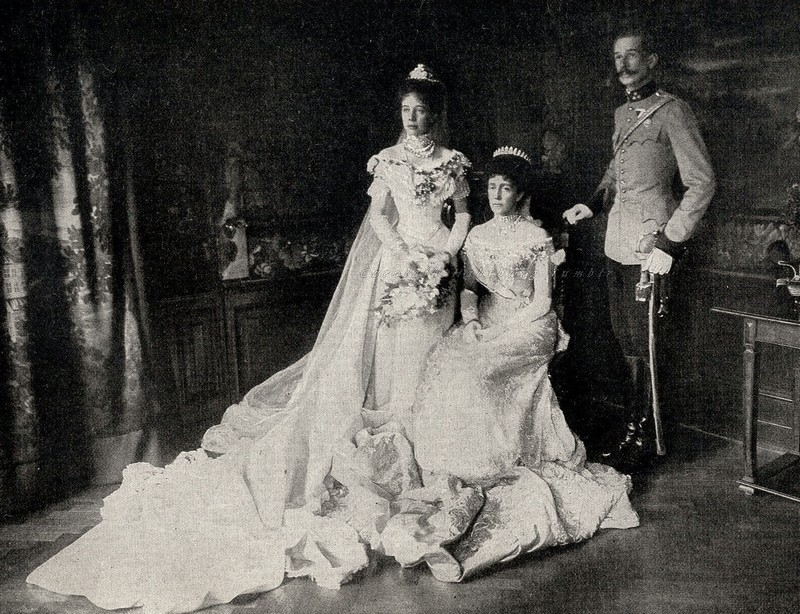
Elisabetta Amalia con il marito e la madre Maria Teresa di Braganza, nel giorno del suo matrimonio

L'8 novembre del 1902 Elisabetta Amalia si fidanzò con il principe Luigi del Liechtenstein. Si sposarono il 20 aprile 1903 a Vienna; fu la prima unione tra due membri della dinastia asburgica e del casato dei Von Liechtenstein. L'arciduchessa acquisì nello stesso anno la cittadinanza di Vaduz.
Poiché il casato di Liechtenstein era regnante, la coppia fu decretata eguale per nascita; l'imperatore Francesco Giuseppe fu felice di vedere un membro della sua famiglia compiere un matrimonio dinastico, dopo quello morganatico del fratellastro di Elisabetta Amalia, l'arciduca Francesco Ferdinando.
Come condizione necessaria allo svolgimento del matrimonio, l'imperatore stabilì tuttavia che il principe Luigi avrebbe dovuto rinunciare alla cittadinanza austriaca, non volendo che sua nipote sposasse un suddito austriaco. Successivamente, l'imperatore divenne anche il padrino del figlio maggiore della coppia, Francesco Giuseppe, a cui venne dato il suo stesso nome.

### Vita successiva
Qualche tempo dopo il suo matrimonio, Catherine Radziwill commentò che Elisabetta Amalia "è molto graziosa e assomiglia a sua madre piuttosto che agli Asburgo, il cui labbro inferiore ella non ha ereditato per qualche sorta di miracolo, per cui, suppongo che, si sente immensamente grata". Elisabetta e Luigi vissero nel castello di Gross-Ullersdorf dal 1909. Il loro primogenito nacque nel castello di Frauenthal. Venne anche descritta come intelligente e modesta.
Possedeva trentuno automobili e venne considerata un'amante delle auto: trasformò le scuderie del suo castello ungherese a Stuhlweissenburg in garage, ma non diffuse la conoscenza del suo hobby e non molti erano a conoscenza della sua grande collezione di automobili.
Elisabetta Amalia non salì mai al rango di principessa consorte poiché suo marito rinunciò ai suoi diritti alla successione il 26 febbraio del 1923, in favore del loro figlio primogenito. Insieme si trasferirono nel 1944 al castello di Vaduz. Nel 1955 Elisabetta Amalia divenne vedova.
Morì il 13 marzo del 1960 a Vaduz all'età di 81 anni; il governo del Liechtenstein proclamò il lutto nazionale fino al 18 marzo, giorno in cui fu tumulata nella cripta principesca.

## Discendenza

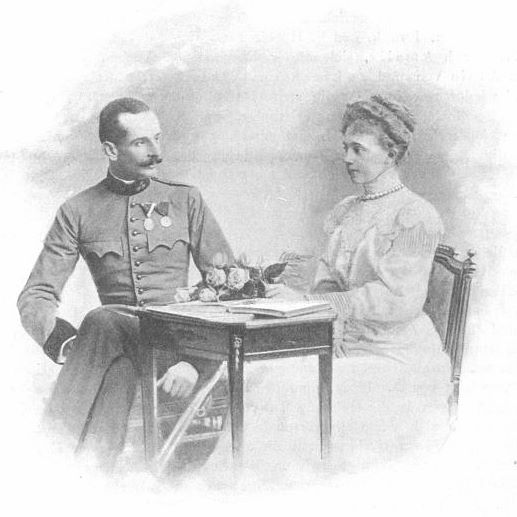
Luigi ed Elisabetta Amalia in una fotografia apparsa sullo Sport & Salon, Vienna, 25 aprile 1903

Elisabetta Amalia d'Asburgo-Lorena e Luigi del Liechtenstein ebbero sei figli e due figlie:
- Principe Francesco Giuseppe II (1906-1989), con la moglie Giorgina di Wilczek (1921-1989) ebbe cinque figli;[15]
- Principessa Maria Teresa (1908-1973), con il marito Arthur Strachwitz von Gross-Zauche und Camminetz (1905-1996) ebbe tre figli;[16]
- Principe Carlo Alfredo (1910-1985), con la moglie Agnese Cristina d'Austria (1928-2007) ebbe sette figli;[17]
- Principe Giorgio Artmanno (1911-1998), con la moglie Maria Cristina di Württemberg (1924) ebbe sette figli;[18]
- Principe Ulrico Teodemaro (1913-1978);[19]
- Principessa Maria Enrichetta (1914-2011), con il marito Peter von und zu Eltz genannt Faust von Stromberg (1909-1992) ebbe tre figli;[20]
- Principe Luigi Enrico (1917-1967);[21]
- Principe Enrico Hartneid (1920-1993), con la moglie Amalie Ida Podstatzky-Lichtenstein (1935) ebbe tre figli.[22]

## Ascendenza
|                                           |                            |                                                                  | Genitori                                       |  |  | Nonni |  |  | Bisnonni     |  |  | Trisnonni                  |  |
|                                           |                            |                                                                  |                                                |  |  |       |  |  | Francesco II |  |  | Pietro Leopoldo di Toscana |  |
|                                           |                            |                                                                  |                                                |  |  |       |  |  | Francesco II |  |  | Pietro Leopoldo di Toscana |  |
|                                           |                            | Maria Ludovica di Borbone-Spagna                                 |                                                |  |  |       |  |  | Francesco II |  |  |                            |  |
| Francesco Carlo d'Asburgo-Lorena          |                            |                                                                  |                                                |  |  |       |  |  | Francesco II |  |  |                            |  |
|                                           |                            | Maria Teresa di Borbone-Napoli                                   | Ferdinando I delle Due Sicilie                 |  |  |       |  |  |              |  |  |                            |  |
|                                           |                            | Maria Teresa di Borbone-Napoli                                   | Ferdinando I delle Due Sicilie                 |  |  |       |  |  |              |  |  |                            |  |
|                                           |                            | Maria Teresa di Borbone-Napoli                                   | Arciduchessa Maria Carolina d'Austria          |  |  |       |  |  |              |  |  |                            |  |
| Carlo Ludovico d'Asburgo-Lorena           |                            | Maria Teresa di Borbone-Napoli                                   |                                                |  |  |       |  |  |              |  |  |                            |  |
|                                           |                            | Massimiliano I di Baviera                                        | Federico Michele di Zweibrücken-Birkenfeld     |  |  |       |  |  |              |  |  |                            |  |
|                                           |                            | Massimiliano I di Baviera                                        | Federico Michele di Zweibrücken-Birkenfeld     |  |  |       |  |  |              |  |  |                            |  |
|                                           |                            | Massimiliano I di Baviera                                        | Maria Francesca di Sulzbach                    |  |  |       |  |  |              |  |  |                            |  |
| Sofia di Baviera                          |                            | Massimiliano I di Baviera                                        |                                                |  |  |       |  |  |              |  |  |                            |  |
|                                           |                            | Carolina di Baden                                                | Carlo Luigi di Baden                           |  |  |       |  |  |              |  |  |                            |  |
|                                           |                            | Carolina di Baden                                                | Carlo Luigi di Baden                           |  |  |       |  |  |              |  |  |                            |  |
|                                           |                            | Carolina di Baden                                                | Amalia d'Assia-Darmstadt                       |  |  |       |  |  |              |  |  |                            |  |
| Elisabetta Amalia d'Asburgo-Lorena        |                            | Carolina di Baden                                                |                                                |  |  |       |  |  |              |  |  |                            |  |
|                                           | Giovanni VI del Portogallo | Pietro III del Portogallo                                        |                                                |  |  |       |  |  |              |  |  |                            |  |
|                                           | Giovanni VI del Portogallo | Pietro III del Portogallo                                        |                                                |  |  |       |  |  |              |  |  |                            |  |
|                                           | Giovanni VI del Portogallo | Maria I del Portogallo                                           |                                                |  |  |       |  |  |              |  |  |                            |  |
| Michele I del Portogallo                  | Giovanni VI del Portogallo |                                                                  |                                                |  |  |       |  |  |              |  |  |                            |  |
|                                           |                            | Carlotta Gioacchina di Spagna                                    | Carlo IV di Spagna                             |  |  |       |  |  |              |  |  |                            |  |
|                                           |                            | Carlotta Gioacchina di Spagna                                    | Carlo IV di Spagna                             |  |  |       |  |  |              |  |  |                            |  |
|                                           |                            | Carlotta Gioacchina di Spagna                                    | Maria Luisa di Parma                           |  |  |       |  |  |              |  |  |                            |  |
| Maria Teresa di Portogallo                |                            | Carlotta Gioacchina di Spagna                                    |                                                |  |  |       |  |  |              |  |  |                            |  |
|                                           |                            | Costantino, Principe Ereditario di Löwenstein-Wertheim-Rosenberg | Carlo Tommaso di Löwenstein-Wertheim-Rosenberg |  |  |       |  |  |              |  |  |                            |  |
|                                           |                            | Costantino, Principe Ereditario di Löwenstein-Wertheim-Rosenberg | Carlo Tommaso di Löwenstein-Wertheim-Rosenberg |  |  |       |  |  |              |  |  |                            |  |
|                                           |                            | Costantino, Principe Ereditario di Löwenstein-Wertheim-Rosenberg | Sofia di Windisch-Grätz                        |  |  |       |  |  |              |  |  |                            |  |
| Adelaide di Löwenstein-Wertheim-Rosenberg |                            | Costantino, Principe Ereditario di Löwenstein-Wertheim-Rosenberg |                                                |  |  |       |  |  |              |  |  |                            |  |
|                                           |                            | Agnese di Hohenlohe-Langenburg                                   | Carlo Ludovico I di Hohenlohe-Langenburg       |  |  |       |  |  |              |  |  |                            |  |
|                                           |                            | Agnese di Hohenlohe-Langenburg                                   | Carlo Ludovico I di Hohenlohe-Langenburg       |  |  |       |  |  |              |  |  |                            |  |
|                                           |                            | Agnese di Hohenlohe-Langenburg                                   | Amalia Enrichetta di Solms-Baruth              |  |  |       |  |  |              |  |  |                            |  |
|                                           |                            | Agnese di Hohenlohe-Langenburg                                   |                                                |  |  |       |  |  |              |  |  |                            |  |

## Titoli e trattamento
- 7 luglio 1878 - 20 aprile 1903: Sua Altezza Imperiale e Reale, l'arciduchessa Elisabetta Amalia d'Austria, principessa d'Ungheria, Boemia, Croazia e Slavonia
- 20 aprile 1903 - 13 marzo 1960: Sua Altezza Imperiale e Reale, la principessa Elisabetta Amalia del Liechtenstein, arciduchessa d'Austria, principessa d'Ungheria, Boemia, Croazia e Slavonia